# Aittosaari (ö i Norra Karelen, Joensuu, lat 62,53, long 30,83)
Aittosaari är en ö i Finland. Den ligger i sjön Pirttijärvi och i kommunen Joensuu i den ekonomiska regionen  Joensuu ekonomiska region  och landskapet Norra Karelen, i den sydöstra delen av landet, 400 km nordost om huvudstaden Helsingfors. Öns area är 1,2 hektar och dess största längd är 180 meter i sydöst-nordvästlig riktning.